# Drużynowe Mistrzostwa Polski na Żużlu 2019
Drużynowe Mistrzostwa Polski na Żużlu 2019 – 72. edycja Drużynowych Mistrzostw Polski, organizowanych przez Polski Związek Motorowy.

## PGE Ekstraliga

### Tabela
| Msc | Drużyna                             | M. | Z. | R. | P. | Pkt | Bon | Razem | +/–  |
| --- | ----------------------------------- | -- | -- | -- | -- | --- | --- | ----- | ---- |
| 1   | Fogo Unia Leszno                    | 14 | 12 | 1  | 1  | 25  | 7   | 32    | +188 |
| 2   | Betard Sparta Wrocław               | 14 | 10 | 0  | 4  | 20  | 6   | 26    | +69  |
| 3   | Falubaz Zielona Góra                | 14 | 8  | 0  | 6  | 16  | 4   | 20    | +46  |
| 4   | forBET Włókniarz Częstochowa        | 14 | 6  | 2  | 6  | 14  | 5   | 19    | –24  |
| 5   | MrGarden GKM Grudziądz              | 14 | 6  | 1  | 7  | 13  | 3   | 16    | –2   |
| 6   | Speed Car Motor Lublin              | 14 | 4  | 1  | 9  | 9   | 2   | 11    | –54  |
| 7   | truly.work Stal Gorzów Wielkopolski | 14 | 5  | 1  | 8  | 11  | 0   | 11    | –70  |
| 8   | Get Well Toruń                      | 14 | 2  | 0  | 12 | 4   | 1   | 5     | –153 |

M. – liczba meczów, Z. – liczba zwycięstw, R. – liczba remisów, P. – liczba porażek,
Pkt. – liczba punktów, Bon. – liczba bonusów, Razem – suma Pkt. i Bon.,
+/– – różnica między zdobytymi i straconymi punktami biegowymi.

### Wyniki
| —   | CZĘ   | GOR   | GRU   | LES   | LUB   | TOR   | WRO   | ZIE   |
| --- | ----- | ----- | ----- | ----- | ----- | ----- | ----- | ----- |
| CZĘ | —     | 47:43 | 52:38 | 31:59 | 52:38 | 52:38 | 41:49 | 51:39 |
| GOR | 45:45 | —     | 51:39 | 46:44 | 49:41 | 49:41 | 48:42 | 41:49 |
| GRU | 47:43 | 51:38 | —     | 45:45 | 52:38 | 55:35 | 50:40 | 44:46 |
| LES | 57:33 | 51:39 | 52:38 | —     | 51:39 | 64:26 | 50:40 | 51:39 |
| LUB | 45:45 | 50:40 | 49:41 | 40:50 | —     | 48:42 | 42:48 | 41:49 |
| TOR | 39:51 | 49:40 | 44:46 | 42:48 | 37:53 | —     | 41:49 | 46:44 |
| WRO | 56:34 | 58:32 | 51:38 | 35:55 | 47:43 | 54:36 | —     | 49:41 |
| ZIE | 49:41 | 57:33 | 46:44 | 43:47 | 54:36 | 53:37 | 44:46 | —     |

### Play-Off
| Drużyna 1                    | Wynik dwumeczu | Drużyna 2             | Pierwszy mecz | Drugi mecz |
| ---------------------------- | -------------- | --------------------- | ------------- | ---------- |
| forBET Włókniarz Częstochowa | 76:104         | Fogo Unia Leszno      | 38:52         | 38:52      |
| Falubaz Zielona Góra         | 82:98          | Betard Sparta Wrocław | 48:42         | 34:56      |
| Mecz o 3. miejsce            |                |                       |               |            |
| forBET Włókniarz Częstochowa | 101:78         | Falubaz Zielona Góra  | 57:33         | 44:45      |
| Finał                        |                |                       |               |            |
| Betard Sparta Wrocław        | 74:106         | Fogo Unia Leszno (M)  | 43:47         | 31:59      |

Oznaczenia: (M) – tytuł mistrzowski

### Statystyki
| Msc. | Żużlowiec        | Wiek | M. | B. | Pkt. | Bon. | Razem | Śr. bieg. | KSM |
| ---- | ---------------- | ---- | -- | -- | ---- | ---- | ----- | --------- | --- |
| 1    | Leon Madsen      | 31   | 18 | 97 | 224  | 13   | 237   | 2,443     | –   |
| 2    | Bartosz Zmarzlik | 24   | 14 | 78 | 183  | 5    | 188   | 2,410     | –   |
| 3    | Emil Sajfutdinow | 29   | 18 | 86 | 194  | 9    | 203   | 2,360     | –   |
| 4    | Martin Vaculík   | 29   | 18 | 94 | 201  | 17   | 218   | 2,319     | –   |
| 5    | Artiom Łaguta    | 28   | 14 | 63 | 140  | 4    | 144   | 2,286     | –   |
| 6    | Jason Doyle      | 33   | 14 | 75 | 165  | 6    | 171   | 2,280     | –   |
| 7    | Janusz Kołodziej | 35   | 18 | 83 | 167  | 19   | 186   | 2,241     | –   |
| 8    | Tai Woffinden    | 28   | 18 | 72 | 151  | 8    | 159   | 2,208     | –   |
| 9    | Maksym Drabik    | 21   | 18 | 88 | 175  | 13   | 188   | 2,136     | –   |
| 10   | Piotr Pawlicki   | 24   | 18 | 90 | 184  | 8    | 192   | 2,133     | –   |

Wiek według roku urodzenia. Żużlowcy do 21 lat - młodzieżowcy (inaczej juniorzy),
M. - liczba meczów, B. - liczba biegów, Pkt. - liczba punktów, Bon. - liczba bonusów,
Razem - suma Pkt. i Bon., Śr. bieg. - iloraz Razem przez B., KSM - iloczyn Śr. bieg. bez Bon. razy 4,
Msc. - miejsce na liście klasyfikacyjnej, nsk - żużlowiec niesklasyfikowany
Stan na dzień 2019-09-23

### Baraż o prawo startu w PGE Ekstralidze 2020
| Drużyna 1                           | Wynik dwumeczu | Drużyna 2                | Pierwszy mecz | Drugi mecz |
| ----------------------------------- | -------------- | ------------------------ | ------------- | ---------- |
| truly.work Stal Gorzów Wielkopolski | 117:66         | Arged Malesa TŻ Ostrovia | 60:30         | 57:33      |

## Nice 1. Liga Żużlowa

### Tabela
| Msc | Drużyna                   | M. | Z. | R. | P. | Pkt | Bon | Razem | +/–  |
| --- | ------------------------- | -- | -- | -- | -- | --- | --- | ----- | ---- |
| 1   | ROW Rybnik                | 12 | 9  | 0  | 3  | 18  | 4   | 22    | +110 |
| 2   | Arged Malesa TŻ Ostrovia  | 12 | 7  | 1  | 4  | 15  | 3   | 18    | –8   |
| 3   | Car Gwarant Start Gniezno | 12 | 6  | 1  | 5  | 13  | 4   | 17    | +6   |
| 4   | Unia Tarnów               | 12 | 7  | 0  | 5  | 14  | 3   | 17    | +16  |
| 5   | Zdunek Wybrzeże Gdańsk    | 12 | 5  | 0  | 7  | 10  | 3   | 13    | –32  |
| 6   | SK Lokomotīve Dyneburg    | 12 | 4  | 0  | 8  | 8   | 3   | 11    | –43  |
| 7   | Orzeł Łódź                | 12 | 3  | 0  | 9  | 6   | 1   | 7     | –49  |

M. – liczba meczów, Z. – liczba zwycięstw, R. – liczba remisów, P. – liczba porażek,
Pkt. – liczba punktów, Bon. – liczba bonusów, Razem – suma Pkt. i Bon.,
+/– – różnica między zdobytymi i straconymi punktami biegowymi.

### Wyniki
| —   | DYN   | GDA   | GNI   | ŁÓD   | OST   | RYB   | TAR   |
| --- | ----- | ----- | ----- | ----- | ----- | ----- | ----- |
| DYN | —     | 51:38 | 42:48 | 44:39 | 55:35 | 37:53 | 48:42 |
| GDA | 47:43 | —     | 48:42 | 31:17 | 52:38 | 40:50 | 40:50 |
| GNI | 51:39 | 40:49 | —     | 47:42 | 45:45 | 50:40 | 49:41 |
| ŁÓD | 57:33 | 47:43 | 41:49 | —     | 47:43 | 42:48 | 44:46 |
| OST | 50:40 | 49:41 | 56:34 | 51:39 | —     | 47:42 | 46:44 |
| RYB | 54:36 | 58:32 | 47:43 | 53:37 | 61:28 | —     | 43:35 |
| TAR | 46:44 | 49:41 | 46:44 | 49:41 | 43:47 | 51:39 | —     |

### Play-Off
| Półfinały                 | Półfinały      | Półfinały                | Półfinały     | Półfinały  |
| Drużyna 1                 | Wynik dwumeczu | Drużyna 2                | Pierwszy mecz | Drugi mecz |
| ------------------------- | -------------- | ------------------------ | ------------- | ---------- |
| Unia Tarnów               | 76:104         | ROW Rybnik               | 40:50         | 36:54      |
| Car Gwarant Start Gniezno | 89:90          | Arged Malesa TŻ Ostrovia | 49:40         | 40:50      |
| Finał                     |                |                          |               |            |
| Arged Malesa TŻ Ostrovia  | 87:93          | ROW Rybnik (M) (A)       | 46:44         | 41:49      |

Oznaczenia: (M) – tytuł mistrzowski, (A) – awans do PGE Ekstraligi 2020.

### Statystyki
| Msc. | Żużlowiec          | Wiek | M. | B. | Pkt. | Bon. | Razem | Śr. bieg. | KSM |
| ---- | ------------------ | ---- | -- | -- | ---- | ---- | ----- | --------- | --- |
| 1    | Wiktor Kułakow     | 24   | 14 | 73 | 168  | 8    | 176   | 2,411     | –   |
| 2    | Kacper Woryna      | 22   | 16 | 78 | 182  | 4    | 186   | 2,385     | –   |
| 3    | Peter Ljung        | 36   | 13 | 62 | 141  | 4    | 145   | 2,339     | –   |
| 4    | Andžejs Ļebedevs   | 25   | 12 | 62 | 141  | 2    | 143   | 2,307     | –   |
| 5    | Troy Batchelor     | 31   | 16 | 80 | 167  | 9    | 176   | 2,200     | –   |
| 6    | Timo Lahti         | 27   | 12 | 54 | 105  | 9    | 114   | 2,111     | –   |
| 7    | Tobiasz Musielak   | 25   | 10 | 48 | 100  | 1    | 101   | 2,104     | –   |
| 8    | Jacob Thorssell    | 26   | 9  | 37 | 67   | 9    | 76    | 2,054     | –   |
| 9    | Siergiej Łogaczow  | 24   | 11 | 45 | 77   | 15   | 92    | 2,044     | –   |
| 10   | Krystian Pieszczek | 23   | 12 | 64 | 126  | 4    | 130   | 2,031     | –   |

Wiek według roku urodzenia. Żużlowcy do 21 lat - młodzieżowcy (inaczej juniorzy),
M. - liczba meczów, B. - liczba biegów, Pkt. - liczba punktów, Bon. - liczba bonusów,
Razem - suma Pkt. i Bon., Śr. bieg. - iloraz Razem przez B., KSM - iloczyn Śr. bieg. bez Bon. razy 4,
Msc. - miejsce na liście klasyfikacyjnej, nsk - żużlowiec niesklasyfikowany
Stan na dzień 2019-09-16

### Baraż o prawo startu w Nice 1. Lidze Żużlowej 2020
| Drużyna 1  | Wynik dwumeczu | Drużyna 2                     | Pierwszy mecz | Drugi mecz |
| ---------- | -------------- | ----------------------------- | ------------- | ---------- |
| Orzeł Łódź | 95:82          | Power Duck Iveston PSŻ Poznań | 50:40         | 45:42      |

## 2. Liga Żużlowa

### Tabela
| Msc | Drużyna                       | M. | Z. | R. | P. | Pkt | Bon | Razem | +/–  |
| --- | ----------------------------- | -- | -- | -- | -- | --- | --- | ----- | ---- |
| 1   | ZOOleszcz Polonia Bydgoszcz   | 12 | 10 | 1  | 1  | 21  | 5   | 26    | +133 |
| 2   | Power Duck Iveston PSŻ Poznań | 12 | 9  | 0  | 3  | 18  | 5   | 23    | +193 |
| 3   | OK Kolejarz Opole             | 12 | 8  | 0  | 4  | 16  | 5   | 21    | +142 |
| 4   | Wilki Krosno                  | 12 | 6  | 0  | 6  | 12  | 2   | 14    | –3   |
| 5   | Euro Finnance Polonia Piła    | 12 | 5  | 0  | 7  | 10  | 3   | 13    | –38  |
| 6   | Stainer Unia Kolejarz Rawicz  | 12 | 3  | 1  | 8  | 7   | 1   | 8     | –35  |
| 7   | Speedway Wanda Kraków         | 12 | 0  | 0  | 12 | 0   | 0   | 0     | –392 |

M. – liczba meczów, Z. – liczba zwycięstw, R. – liczba remisów, P. – liczba porażek,
Pkt. – liczba punktów, Bon. – liczba bonusów, Razem – suma Pkt. i Bon.,
+/– – różnica między zdobytymi i straconymi punktami biegowymi.

### Wyniki
| —   | BYD   | KRA   | KRO   | OPO   | PIŁ   | POZ   | RAW   |
| --- | ----- | ----- | ----- | ----- | ----- | ----- | ----- |
| BYD | —     | 63:27 | 62:28 | 47:43 | 49:41 | 47:43 | 54:36 |
| KRA | 38:52 | —     | 26:64 | 20:70 | 34:56 | 30:60 | 23:66 |
| KRO | 44:46 | 53:37 | —     | 48:42 | 46:42 | 39:47 | 52:38 |
| OPO | 36:54 | 73:14 | 53:37 | —     | 55:35 | 48:42 | 48:42 |
| PIŁ | 42:47 | 54:35 | 54:35 | 45:43 | —     | 0:40  | 49:41 |
| POZ | 50:40 | 64:32 | 55:35 | 43:47 | 58:32 | —     | 51:39 |
| RAW | 45:45 | 57:33 | 36:54 | 39:50 | 47:42 | 35:55 | —     |

### Play-Off
| Półfinały                     | Półfinały      | Półfinały                           | Półfinały     | Półfinały  |
| Drużyna 1                     | Wynik dwumeczu | Drużyna 2                           | Pierwszy mecz | Drugi mecz |
| ----------------------------- | -------------- | ----------------------------------- | ------------- | ---------- |
| Wilki Krosno                  | 72:108         | ZOOleszcz Polonia Bydgoszcz         | 37:53         | 35:55      |
| OK Kolejarz Opole             | 88:92          | Power Duck Iveston PSŻ Poznań       | 49:41         | 39:51      |
| Finał                         |                |                                     |               |            |
| Power Duck Iveston PSŻ Poznań | 88:92          | ZOOleszcz Polonia Bydgoszcz (M) (A) | 59:31         | 29:61      |

Oznaczenia: (M) – tytuł mistrzowski, (A) – awans do Nice  I ligi 2020.

### Statystyki
| Msc. | Żużlowiec         | Wiek | M. | B. | Pkt. | Bon. | Razem | Śr. bieg. | KSM |
| ---- | ----------------- | ---- | -- | -- | ---- | ---- | ----- | --------- | --- |
| 1    | David Bellego     | 26   | 13 | 66 | 153  | 8    | 161   | 2,439     | –   |
| 2    | Kamil Brzozowski  | 32   | 16 | 78 | 161  | 15   | 176   | 2,256     | –   |
| 3    | Kevin Wölbert     | 29   | 11 | 53 | 110  | 9    | 119   | 2,245     | –   |
| 4    | Tero Aarnio       | 35   | 12 | 34 | 72   | 4    | 76    | 2,235     | –   |
| 5    | Andreas Lyager    | 22   | 10 | 53 | 113  | 5    | 118   | 2,226     | –   |
| 6    | Tomas H. Jonasson | 30   | 8  | 41 | 85   | 6    | 91    | 2,220     | –   |
| 7    | Marcin Nowak      | 23   | 15 | 73 | 137  | 25   | 162   | 2,219     | –   |
| 8    | Josh Grajczonek   | 29   | 16 | 78 | 156  | 17   | 173   | 2,218     | –   |
| 9    | Bjarne Pedersen   | 41   | 14 | 70 | 142  | 8    | 150   | 2,143     | –   |
| 10   | Eduard Krčmář     | 23   | 15 | 70 | 131  | 15   | 146   | 2,086     | –   |

Wiek według roku urodzenia. Żużlowcy do 21 lat - młodzieżowcy (inaczej juniorzy),
M. - liczba meczów, B. - liczba biegów, Pkt. - liczba punktów, Bon. - liczba bonusów,
Razem - suma Pkt. i Bon., Śr. bieg. - iloraz Razem przez B., KSM - iloczyn Śr. bieg. bez Bon. razy 4,
Msc. - miejsce na liście klasyfikacyjnej, nsk - żużlowiec niesklasyfikowany
Stan na dzień 2019-09-16